# Boris Nebyla

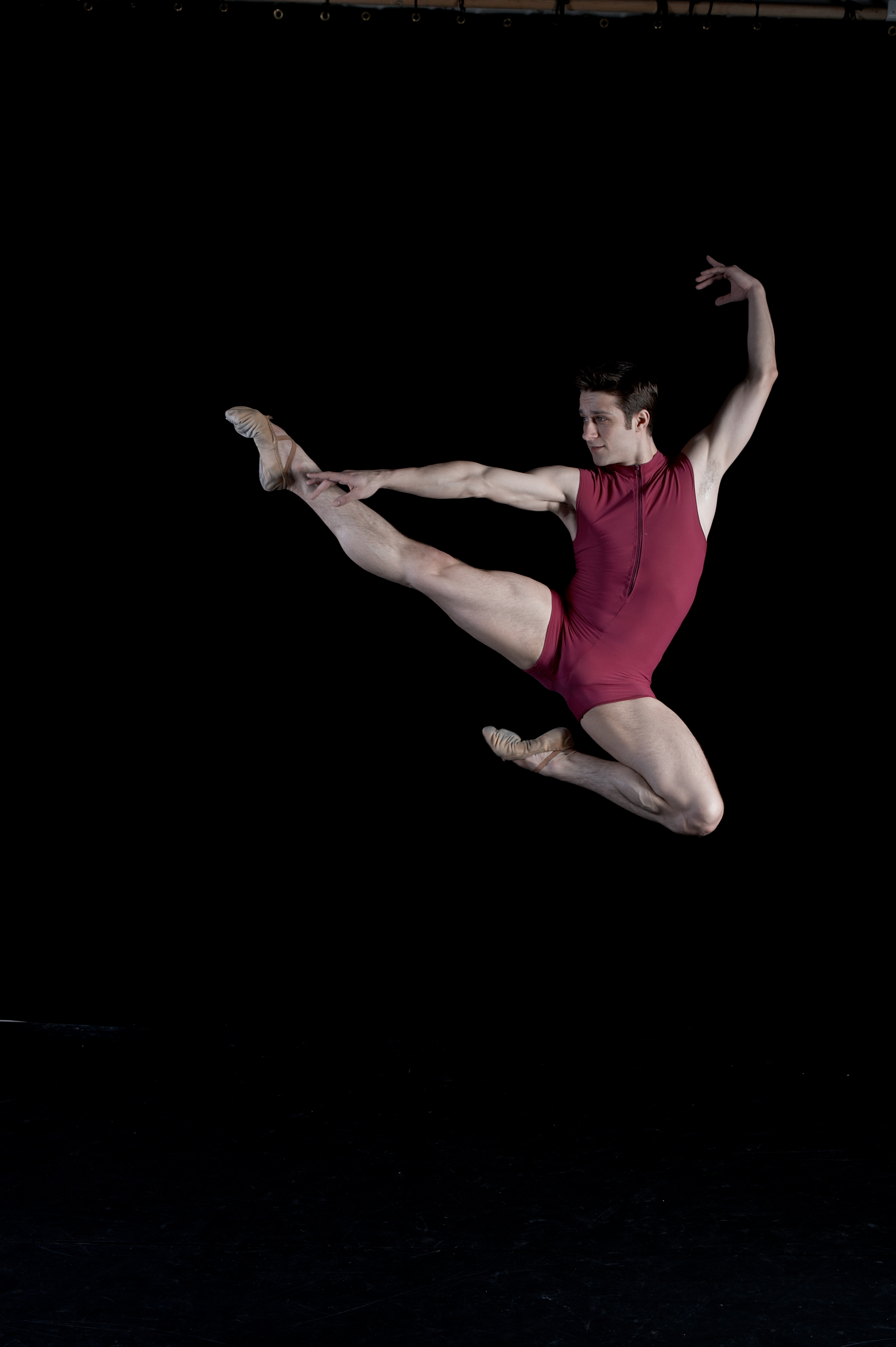
Boris Nebyla, 2006

Boris Nebyla (* 15. Januar 1976 in Bratislava) ist ein slowakischer ehemaliger Solist der Wiener Staatsoper, Tänzer, Tanzlehrer, Choreograph und Gründer der Ballettschule dancearts in Wien.

## Leben
Sein Vater, Dusan Nebyla, war Solotänzer am Slowakischen Nationaltheater in Bratislava. Boris Nebyla studierte am Tanzkonservatorium seiner Heimatstadt Bratislava sowie am Konservatorium der Stadt Wien und an der Ballettschule der Österreichischen Bundestheater.
1997 wurde er zum Halbsolisten an der Wiener Staatsoper, 2001 wurde er Solotänzer an der Wiener Staatsoper unter der Leitung von Renato Zanella und 1993–2005 war er Mitglied des Balletts der Wiener Staatsoper. Im Rahmen seiner Engagements unternahm Boris Nebyla Gastspiele in Japan, Spanien, Belgien, Frankreich, Ukraine, Italien, Deutschland. Als Solist der Wiener Staatsoper arbeitete er mit Simona Noja, Greta Hodkinson, Eva Petters, Irina Tsymbal und Shoko Nakamura zusammen.
Aufbauend auf seiner klassischen Technik kreiert er für Opernhäuser und Bühnen klassische und auch moderne Tanzstücke. Dazu gehören die Choreographien der Balletteinlagen zur Eröffnung des Opernball 2011, von "RE: Composition" für die Ballettschule Wiener Staatsoper (Uraufführung am 26. Juni 2011), und einzelner Szenen der "La Traviata" (Verdi)- Inszenierung von Jean-Francois Sivadier an der "Wiener Staatsoper" (Premiere am 9. Oktober 2011).
Außerdem gründete er gemeinsam mit seiner Frau Simona Noja das Ballettstudio dancearts. Mit der Bestellung seiner Frau zur Geschäftsführenden Direktorin der Ballettschule der Wiener Staatsoper (Sept.2010), ist Boris Nebyla der Künstlerisch Leiter von dancearts.
Weiterhin gründete er die Nebyla Dance Company, deren Choreograph und Leiter er ist. Unter seiner Leitung und Teilnahme wurden die durch ihn choreographierten Werke Seorsum, Solus, Beyond, Crossings und Schick/saal oder Mein Herz in deiner Hand aufgeführt.
Nebyla unterrichtet in seiner Ballettschule klassisches Ballett sowie Modernen und Zeitgenössischen Tanz und ist Gastlehrer sowie seit 2006 Gasttrainer beim Ballett der Wiener Staats- und Volksoper, beim Impulstanz Festival Wien.
Er ist verheiratet mit der ehemaligen ersten Solotänzerin Simona Noja, mit welcher er auch eine gemeinsame Tochter hat.

### Repertoire
Sein Repertoire umfasst:
- Solo- und Hauptrollen in: Schwanensee, Raymonda, Paquita, Giselle, La Sylphide, La Fille Mal Gardée, Wolfgang Amadée, Spartacus in Choreographien von: Kilian, van Mannen, Forsythe, Bienert, Zanella, Lacroix, Adler, Gervasi, Hölbling, Beil, Cavalari.
- Rollen als Herzog Albrecht in Elena Tschernischovas Giselle, Gustav und Josef in Renato Zanellas Aschenbrödel, Gefährte des Prinzen in Rudolf Nurejews Schwanensee, Pas de quatre in Peter Wrights Dornröschen, Bernard de Ventadour in Rudolf Nurejews Raymonda, Bauernpaar in Elena Tschernischovas Giselle, Spanische Puppe in Juri Grigorowitschs Der Nußknacker, Mercutio und Benvolio in John Crankos Romeo und Julia, Junger Herr und Bettlerkönig in Kenneth MacMillans Manon, Titelrolle und Schäfer in Zanellas Wolfgang Amadé, Antoine Bournonville und Oskar in Vladimir Malakhovs Verdi-Ballett: Ein Maskenball, Poet in Josef Hassreiters Die Puppenfee, Zeitungsverkäufer in Uwe Scholz’ Der wunderbare Mandarin, Solopartien in George Balanchines Die vier Temperamente, La Valse und Thema und Variationen, Hans van Manens Adagio Hammerklavier und Black Cake, Jiri Kyliáns Sinfonie in D und Petite Mort sowie in Renato Zanellas Empty Place, La Chambre, Symphony, Sacre, Alles Walzer, Idomeneo-Tänze (Laus Deo), Mythos und Beethoven Opus 73.

### Rollenkreationen
Rollen kreierte er u. a. in Renato Zanellas Spartacus (Titelrolle), Aschenbrödel (Sommer) und Der Nußknacker (Adjutant des Prinzen), Patrick C. Delcroix’ Silence sans reproche, Lukas Gaudernaks male and female, Nikolaus Adlers All the Rage, Form im Jetzt des Augenblicks und Magic and Loss, Elio Gervasis Bagni di Luna, Saskia Hölblings Out.Of.Between und Peter Beils Moods.

### Preise
- 1998: Internationaler Ballettwettbewerb in St. Petersburg, „MAYA“: Silbermedaille
- 1996: NUREJEW, Internationaler Ballettwettbewerb in Budapest, Finalist
- 1996: Internationaler Ballettwettbewerb in Paris, Finalist
- 1994: Internationaler Ballettwettbewerb in St. Petersburg, „MAYA“: Preis als „Elegantester Tänzer“